# Colonna Ascaso
La Colonna Ascaso è stata una milizia armata volontaria costituita nel luglio 1936 a Barcellona facente parte delle milicias confederales del sindacato anarchico Confederación Nacional del Trabajo. Ricevette questo nome in omaggio all'anarchico Francisco Ascaso, morto in combattimento il 20 luglio 1936 all'inizio della Guerra civile spagnola. Nel 1937 venne militarizzata e trasformata in una divisione regolare dell'esercito della repubblica. La colonna comprendeva anche un reparto di volontari antifascisti italiani nota come Colonna Rosselli.

## Storia

### La colonna

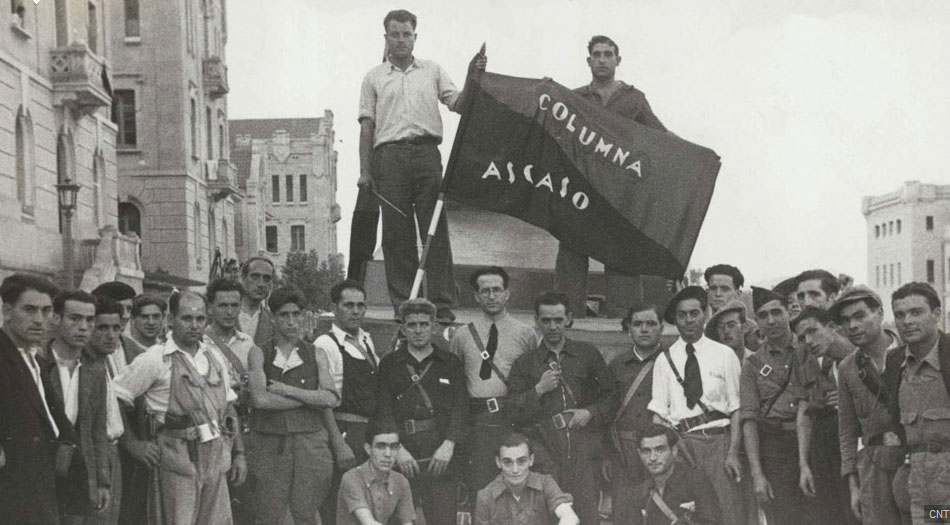
La colonna Ascaso in partenza per il fronte di Aragona (maggio 1936)

La colonna (la terza costituita a Barcellona) partì per il fronte di Aragona il 25 luglio 1936. L'obiettivo era quello di liberare Huesca occupata dai nazionalisti, dopo aver incorporato altre colonne di volontari e un contingente di circa 350 militari rimasti fedeli alla repubblica, giunse a riunire oltre 7000 miliziani. Della colonna Ascaso faceva parte anche un contingente di 50-150 volontari italiani prevalentemente giellisti e anarchici guidati da Carlo Rosselli e Camillo Berneri e un gruppo di anarchici tedeschi intitolato a Erich Mühsam.
I combattimenti intorno a Huesca furono aspri e i miliziani conquistarono e poi persero Siétamo, nella vittoriosa Battaglia del Monte Pelato (28 agosto 1936) fu particolarmente impegnata la colonna italiana

### La militarizzazione
La riorganizzazione delle milizie in formazioni dell'esercito regolare sul fronte aragonese iniziò nel febbraio 1937 per iniziativa delle autorità militari catalane: venne costituita la Divisione Ascaso e l'originaria Colonna Ascaso, insieme alle colonne anarchiche Los Aguiluchos  e Roja y Negra, si trasformarono nei reggimenti Durruti, 19 luglio e Rojo y Negro. La Ascaso fu la base del reggimento 19 luglio. La Divisione Ascaso nella primavera del 1937 disponeva anche di un battaglione alpino.
A partire dal mese di maggio 1937 il governo centrale assunse il controllo delle forze armate catalane e, nella nuova nomenclatura dell'esercito repubblicano, la Divisione Ascaso divenne la 28ª Divisione e i suoi tre reggimenti si trasformarono in brigate miste: la 125ª, 126ª e 127ª. Il comando venne affidato a Gregorio Jover, che era un sostenitore della militarizzazione.
La divisione partecipò all'offensiva di giugno su Huesca e l'anno successivo alla battaglia di Teruel. Dopo la battaglia si trasferì nella zona di Alfambra. Dopo il collasso del fronte aragonese si spostò nella zona centro e in agosto 1938 in Estremadura, in questa occasione il comando era passato al maggiore Andrés García. Prese parte alla battaglia d'Estremadura del 1938 e a quella di Peñarroya.
Nel 1937 la Divisione Ascaso pubblicò una rivista intitolata Más Allá.